# Schlagenthin
Schlagenthin ist eine Ortschaft und ein Ortsteil der Einheitsgemeinde Stadt Jerichow im Landkreis Jerichower Land in Sachsen-Anhalt.

## Geografie
Schlagenthin liegt 18 km nordöstlich von Genthin an der Schlagenthiner Stremme, die zum Einzugsbereich der Havel zählt. Im Norden und Osten grenzt die Gemarkung Schlagenthin an das Land Brandenburg.
Zur Ortschaft Schlagenthin gehört der Ortsteil Kuxwinkel, sowie die Wohnplätze Hahnenhütten, Jungviehhof und Neue Häuser.

## Geschichte
Im Jahr 1378 wurde Schlagenthin erstmals als Slantyn urkundlich erwähnt. Ende des 16. Jahrhunderts wurden die Wälder um den Ort gerodet, um Ackerflächen zu gewinnen. 1766 kaufte Prinz Ferdinand von Preußen für 100.000 Reichstaler das Dorf Schlagenthin.
Im Jahre 1899 wurde die Kleinbahnstrecke Genthin–Milow eingeweiht, die bis 1967 in Betrieb war und dann abgerissen wurde.
Während des Zweiten Weltkrieges befand sich auf dem Gebiet des jetzigen Wohnplatzes Neue Häuser eine Leitfeueranlage für die deutsche Luftwaffe. Sie diente der Richtungsanzeige nach Berlin.
Bis 1952 lag Schlagenthin im Landkreis Jerichow II, Land Sachsen-Anhalt. Nach Auflösung der Länder und der Bildung der Bezirke und Kreise in der DDR gehörte Schlagenthin zum Bezirk Magdeburg, Kreis Genthin. 1994 führte das Land Sachsen-Anhalt eine Verwaltungsreform durch und seitdem gehörte Schlagenthin zum neugebildeten Landkreis Jerichower Land.
Durch einen Gebietsänderungsvertrag hat der Gemeinderat von Schlagenthin am 14. Mai 2009 beschlossen sich aufzulösen und mit 11 anderen Gemeinden sich zu einer neuen Einheitsgemeinde mit dem Namen Stadt Jerichow zu vereinigen. Dieser Vertrag wurde vom Landkreis als unterer Kommunalaufsichtsbehörde genehmigt und trat am 1. Januar 2010 in Kraft.
Im gleichen Atemzuge hörte auch die Verwaltungsgemeinschaft Elbe-Stremme-Fiener auf zu existieren, da sich alle ehemaligen Mitgliedsgemeinden zur neuen Einheitsgemeinde „Stadt Jerichow“ zusammenschlossen.

## Politik

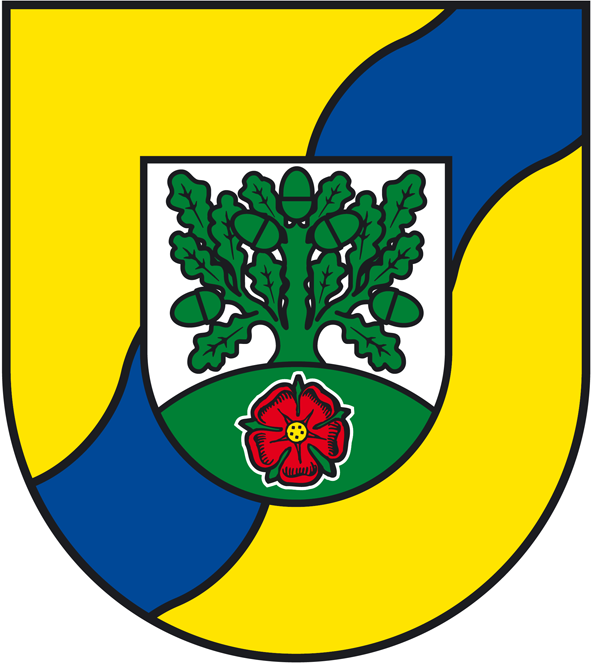
Wappen von Schlagenthin

Letzter Bürgermeister von Schlagenthin war Horst Blasius.

### Wappen und Flagge

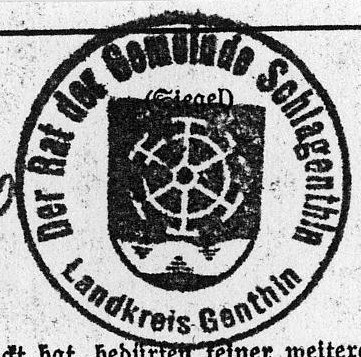
Altes Siegel der Gemeinde Schlagenthin

Das Wappen wurde vom Magdeburger Kommunalheraldiker Jörg Mantzsch geschaffen und am 11. August 2008 durch den Landkreis genehmigt.
Blasonierung: „Im goldenen Schild mit schräglinkem blauen Wellenbalken ein großer silberner Herzschild, darin eine grüne Eiche auf grünem Berg, der Berg belegt mit einer silbern bordierten roten Rose mit goldenem Butzen und grünen Kelchblättern.“
Der blaue Wellenbalken symbolisiert den Fluss Stremme, der in slawischer Vorzeit gewiss ein Grund zur Ansiedlung der Menschen an diesem Ort war.
Die Eiche auf dem Berg nimmt Bezug zum „Eichberg“, der der Sage nach von der mythischen Frau Harke aufgeschüttet wurde. Frau Harke war erbost über die Christianisierung der Menschen, die sich taufen ließen und Kirchen errichteten. Sie nahm ihre Schürze voller Sand und flog gegen Schlagenthin. Doch zuvor riss ihr Gewand, der Sand fiel herunter und bildete den Eichberg. Dieser war vormals zum Kiesabbau zum Bau der Kleinbahn genutzt und besteht noch heute.
Ebenfalls mit der Sage von der „Rose von Schlagenthin“ ist die im Wappen befindliche Rose verbunden.
Die Farben Schlagenthins sind: Blau – Gold (Gelb).
Die Flagge ist blau-gelb (1:1) gestreift (Querform: Streifen waagerecht verlaufend, Längsform: Streifen senkrecht verlaufend) und mittig mit dem Wappen belegt.
Historisches Wappenbild
Die Gemeinde Schlagenthin führte in ihrem Gemeindesiegel schon einmal ein wappenähnliches Siegelbild. Dieses wurde im Zeitraum nach der Umbenennung des Landkreises in Genthin ab 1950 bis ca. der Einführung der Bezirke und Kreise in der DDR 1952 benutzt.

## Bauwerke
- Dorfkirche Schlagenthin

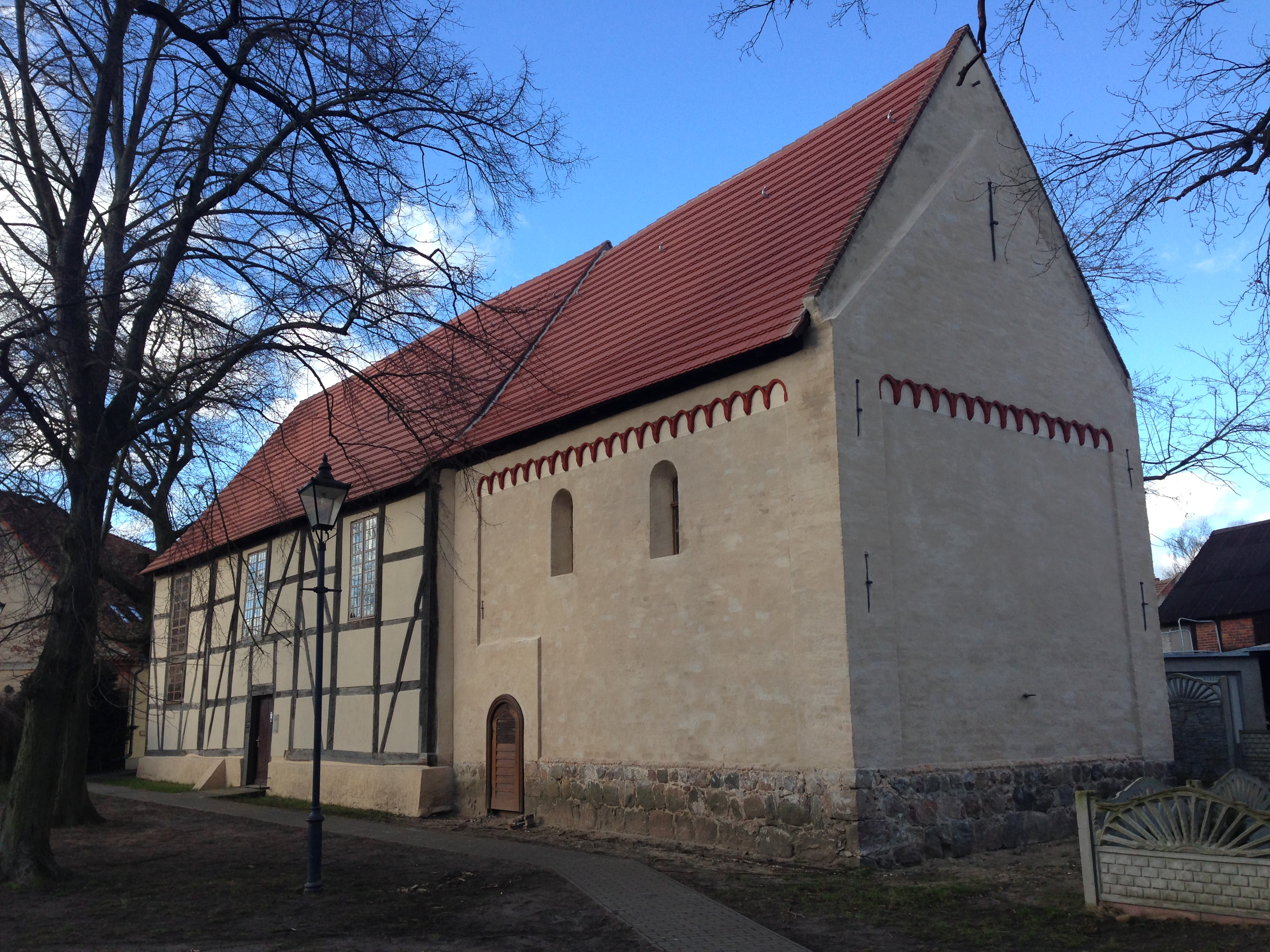
Dorfkirche – Südostansicht

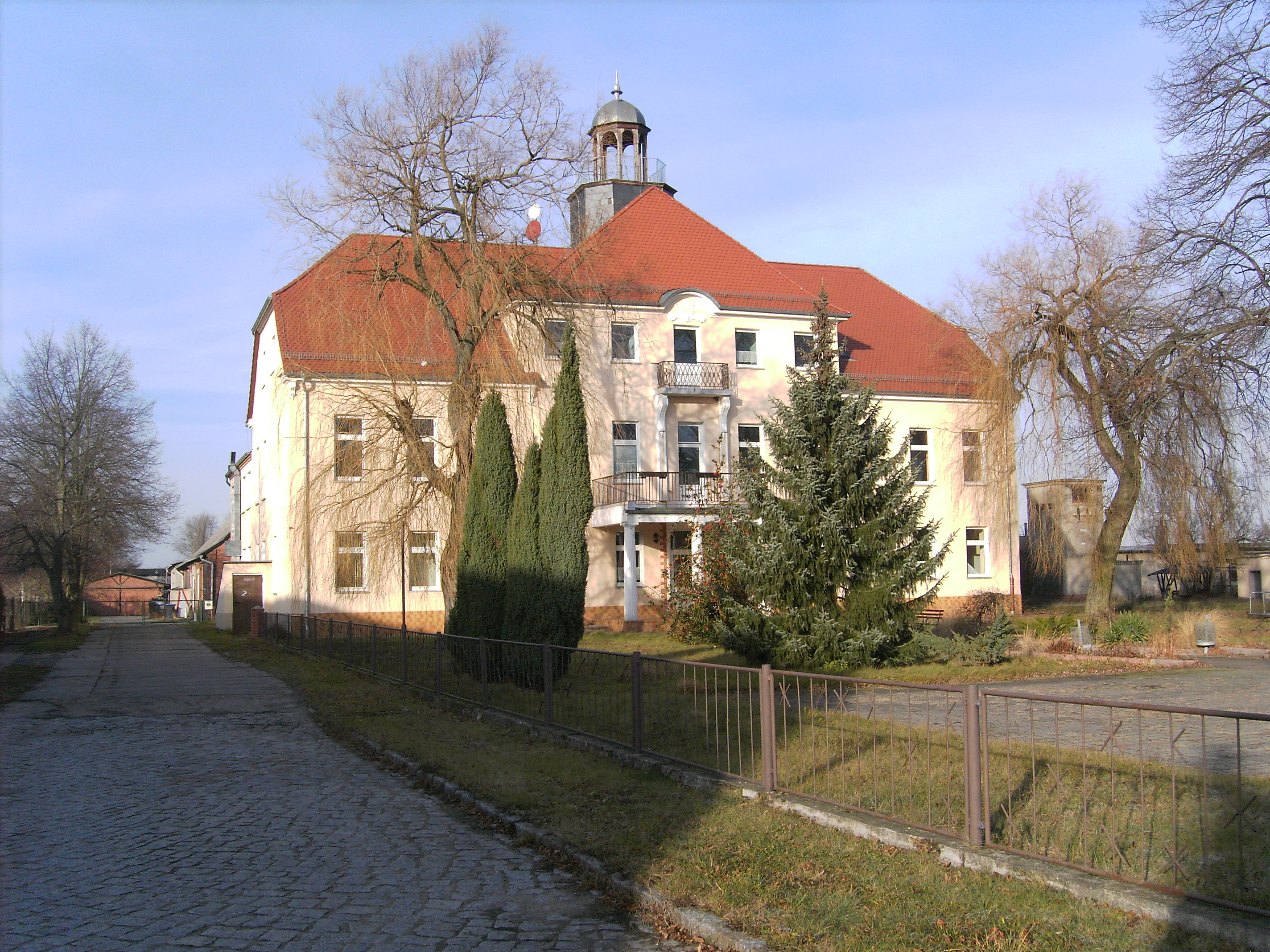
Schloss Schlagenthin

Zweiteilige Kirche mit älterem romanischem Chor und angebautem Kirchenschiff aus Fachwerk aus dem 17. Jahrhundert. Für die Glocken wurde mit dem Fachwerkanbau ein separater Glockenschauer südöstlich der Kirche am Dorfanger errichtet.
- Schloss Schlagenthin (auch Gutshaus Schlagenthin)

Ehemaliger Sitz der Gutsherrn des Gutsdorfes Schlagenthin, nach dem Zweiten Weltkrieg erst als Maschinenausleihstation, später als Kinder- und Jugendeinrichtung genutzt.
- Kriegerdenkmal am Dorfanger

## Sage von der „Rose von Schlagenthin“
Im Mai 1603 wurde dem Gutsherren Jochen von Treskow eine Tochter geboren und auf den Namen Anne Dorothea getauft, doch man nannte sie allerorts nur „Röschen“. Röschen also verliebte sich in einen zugezogenen jungen Pfarrer Rolf Gerhardt, der ihr bei einem Angriff von Wölfen zuvor das Leben rettete. Die junge Liebe indes war aussichtslos, denn Röschen war einem Herren höheren Standes versprochen. Dennoch trafen sich die Liebenden heimlich und hatten eine gute Zeit. Marodierende Söldner erschlugen eines Tages den jungen Mann, was Röschen nie verwinden konnte. Immer wieder ging sie mit Blumen an sein Grab – so auch an jenem Tag, da man sie tot mit einem Rosenstrauß neben der Ruhestätte ihres Geliebten fand.

## Verkehrsanbindung
Zur Bundesstraße 1, die Magdeburg mit Berlin verbindet, sind es in südlicher Richtung ca. 8 km.

## Persönlichkeiten

### Söhne und Töchter des Ortes
- Ludwig Simon (1870–1933), Gartenbaudirektor (Stadtgarten Gelsenkirchen)[3]
- Carmen Stange (* 1955), Staatssekretärin, Abgeordnete (CDU)